# Atletas mais medalhados nos Jogos Olímpicos

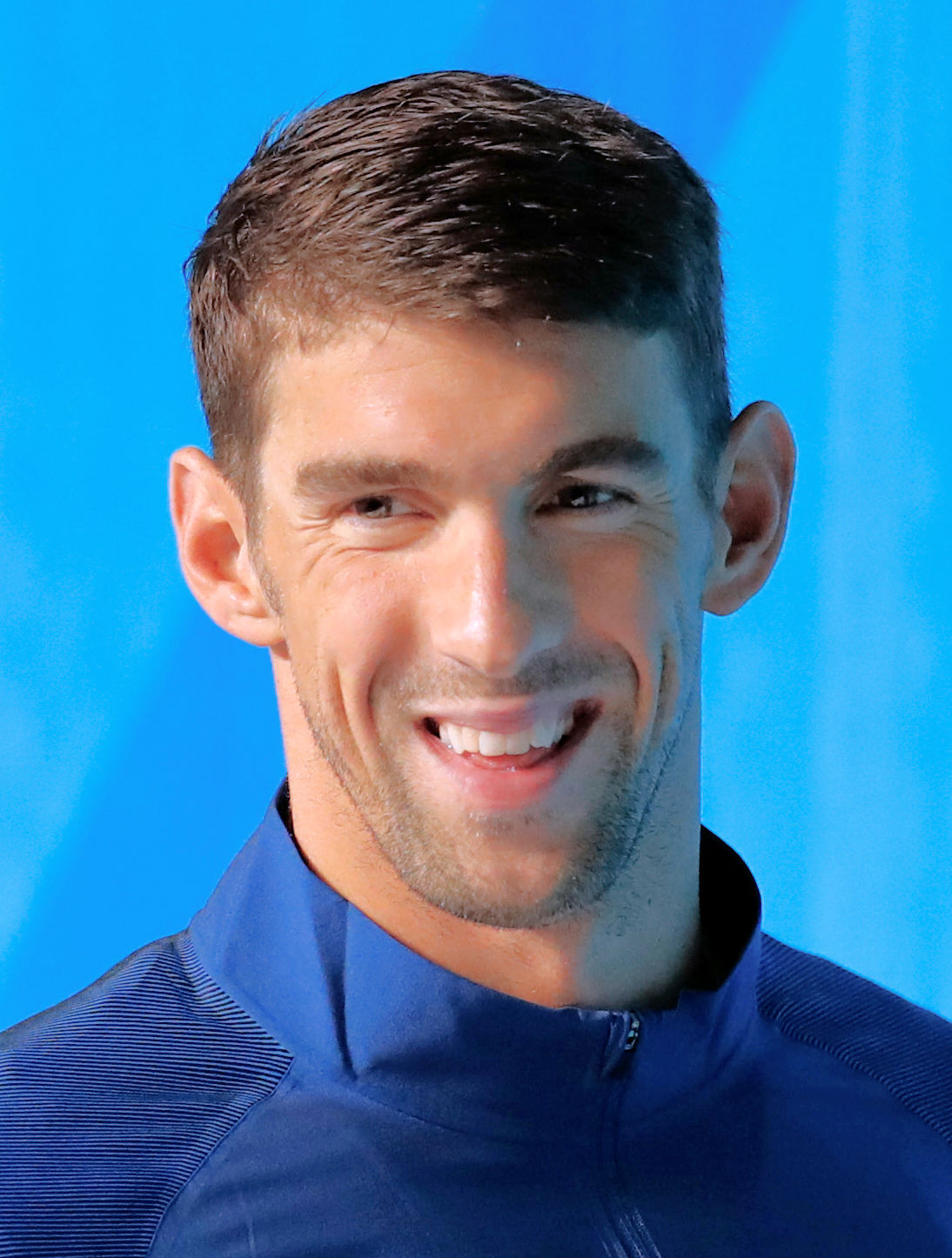
O nadador americano Michael Phelps conquistou 28 medalhas, incluindo 23 de ouro

Lista dos atletas masculinos e femininos mais medalhados nos Jogos Olímpicos de Verão e de Inverno , e os detentores de pelo menos seis títulos olímpicos. O nadador americano Michael Phelps, com 28 medalhas no total em 4 olimpíadas, é o atleta que mais medalhas ganhou. Ele também detém o recorde de medalhas de ouro obtidas em Jogos olímpicos, com 23 títulos.

## Lista de mais medalhas de ouro olímpicas ao longo da carreira
Esta é uma lista parcial de vários medalhistas de ouro olímpicos, listando pessoas que ganharam quatro ou mais medalhas de ouro olímpicas. Medalhas ganhas nos Jogos Intercalados de 1906 não estão incluídas. (Se estivessem, Ray Ewry estaria em segundo na lista com 10 de ouro). Inclui as três primeiras colocações em 1896 e 1900, antes de as medalhas serem concedidas para as três primeiras colocações. As Olimpíadas listadas para cada atleta incluem apenas jogos em que ganharam medalhas. Veja o artigo específico sobre o atleta para mais detalhes sobre quando e por qual nação um atleta competiu. Mais medalhas estão disponíveis em alguns eventos do que em outros, e o número de eventos em que as medalhas estão disponíveis no geral mudou ao longo do tempo.
| Nº | Atleta               | País                                          | Modalidade              | Anos      | Jogos   | Sexo | Ouro | Prata | Bronze | Total |
| -- | -------------------- | --------------------------------------------- | ----------------------- | --------- | ------- | ---- | ---- | ----- | ------ | ----- |
| 1  | Michael Phelps       | USA Estados Unidos                            | Natação                 | 2004–2016 | Verão   | M    | 23   | 3     | 2      | 28    |
| 2  | Larisa Latynina      | USR União Soviética                           | Ginástica artística     | 1956–1964 | Verão   | F    | 9    | 5     | 4      | 18    |
| 3  | Katie Ledecky        | USA Estados Unidos                            | Natação                 | 2012–2024 | Verão   | F    | 9    | 4     | 1      | 14    |
| 4  | Paavo Nurmi          | FIN Finlândia                                 | Atletismo               | 1920–1928 | Verão   | M    | 9    | 3     | 0      | 12    |
| 5  | Mark Spitz           | USA Estados Unidos                            | Natação                 | 1968–1972 | Verão   | M    | 9    | 1     | 1      | 11    |
| 6  | Caeleb Dressel       | USA Estados Unidos                            | Natação                 | 2016–2024 | Verão   | M    | 9    | 1     | 0      | 10    |
| 6  | Carl Lewis           | USA Estados Unidos                            | Atletismo               | 1984–1996 | Verão   | M    | 9    | 1     | 0      | 10    |
| 8  | Isabell Werth        | GER Alemanha                                  | Hipismo                 | 1992–2024 | Verão   | F    | 8    | 6     | 0      | 14    |
| 9  | Marit Bjørgen        | NOR Noruega                                   | Esqui cross-country     | 2002–2018 | Inverno | F    | 8    | 4     | 3      | 15    |
| 10 | Ole Einar Bjørndalen | NOR Noruega                                   | Biatlo                  | 1998–2014 | Inverno | M    | 8    | 4     | 1      | 13    |
| 11 | Bjørn Dæhlie         | NOR Noruega                                   | Esqui cross-country     | 1992–1998 | Inverno | M    | 8    | 4     | 0      | 11    |
| 11 | Birgit Fischer       | DEU Alemanha                                  | Canoagem                | 1980–2004 | Verão   | F    | 8    | 4     | 0      | 12    |
| 13 | Sawao Kato           | JPN Japão                                     | Ginástica artística     | 1968–1976 | Verão   | M    | 8    | 3     | 1      | 12    |
| 13 | Jenny Thompson       | USA Estados Unidos                            | Natação                 | 1992–2004 | Verão   | F    | 8    | 3     | 1      | 12    |
| 15 | Matt Biondi          | USA Estados Unidos                            | Natação                 | 1984–1992 | Verão   | M    | 8    | 2     | 1      | 11    |
| 16 | Lisa Carrington      | NZL Nova Zelândia                             | Canoagem                | 2012–2024 | Verão   | F    | 8    | 0     | 1      | 9     |
| 17 | Ray Ewry             | USA Estados Unidos                            | Atletismo               | 1900–1908 | Verão   | M    | 8    | 0     | 0      | 8     |
| 17 | Usain Bolt           | JAM Jamaica                                   | Atletismo               | 2008–2016 | Verão   | M    | 8    | 0     | 0      | 8     |
| 19 | Nikolai Andrianov    | USR União Soviética                           | Ginástica artística     | 1972–1980 | Verão   | M    | 7    | 5     | 3      | 15    |
| 20 | Boris Shakhlin       | USR União Soviética                           | Ginástica artística     | 1956–1964 | Verão   | M    | 7    | 4     | 2      | 13    |
| 21 | Věra Čáslavská       | TCH Checoslováquia                            | Ginástica artística     | 1960–1968 | Verão   | F    | 7    | 4     | 0      | 11    |
| 22 | Viktor Chukarin      | USR União Soviética                           | Ginástica artística     | 1952–1956 | Verão   | M    | 7    | 3     | 1      | 11    |
| 22 | Allyson Felix        | USA Estados Unidos                            | Atletismo               | 2004–2020 | Verão   | F    | 7    | 3     | 1      | 11    |
| 24 | Simone Biles         | USA Estados Unidos                            | Ginástica artística     | 2016–2024 | Verão   | F    | 7    | 2     | 2      | 11    |
| 25 | Jason Kenny          | GBR Grã-Bretanha                              | Ciclismo                | 2008–2020 | Verão   | M    | 7    | 2     | 0      | 9     |
| 26 | Aladár Gerevich      | HUN Hungria                                   | Esgrima                 | 1932–1960 | Verão   | M    | 7    | 1     | 2      | 10    |
| 27 | Svetlana Romashina   | RUS Rússia ROC                                | Nado sincronizado       | 2008–2020 | Verão   | F    | 7    | 0     | 0      | 7     |
| 28 | Edoardo Mangiarotti  | ITA Itália                                    | Esgrima                 | 1936–1960 | Verão   | M    | 6    | 5     | 2      | 13    |
| 28 | Ireen Wüst           | NLD Países Baixos                             | Patinação de velocidade | 2006–2022 | Inverno | F    | 6    | 5     | 2      | 13    |
| 30 | Emma McKeon          | AUS Austrália                                 | Natação                 | 2016–2024 | Verão   | F    | 6    | 3     | 5      | 14    |
| 31 | Ryan Lochte          | USA Estados Unidos                            | Natação                 | 2004–2016 | Verão   | M    | 6    | 3     | 3      | 12    |
| 32 | Hubert Van Innis     | BEL Bélgica                                   | Tiro com arco           | 1900–1920 | Verão   | M    | 6    | 3     | 0      | 9     |
| 32 | Lyubov Yegorova      | EUN Equipa Unificada RUS Rússia               | Esqui cross-country     | 1992–1994 | Inverno | F    | 6    | 3     | 0      | 9     |
| 34 | Akinori Nakayama     | JPN Japão                                     | Ginástica               | 1968–1972 | Verão   | M    | 6    | 2     | 2      | 10    |
| 35 | Valentina Vezzali    | ITA Itália                                    | Esgrima                 | 1996–2012 | Verão   | F    | 6    | 1     | 2      | 9     |
| 36 | Gert Fredriksson     | SWE Suécia                                    | Canoagem                | 1948–1960 | Verão   | M    | 6    | 1     | 1      | 8     |
| 36 | Danuta Kozák         | HUN Hungria                                   | Canoagem                | 2008–2020 | Verão   | F    | 6    | 1     | 1      | 8     |
| 38 | Chris Hoy            | GBR Grã-Bretanha                              | Ciclismo                | 2000–2012 | Verão   | M    | 6    | 1     | 0      | 7     |
| 39 | Vitaly Scherbo       | EUN Equipa Unificada BLR Bielorrússia         | Ginástica               | 1992–1996 | Verão   | M    | 6    | 0     | 4      | 10    |
| 40 | Viktor An            | KOR Coreia do Sul RUS Rússia                  | Patinação de velocidade | 2006–2014 | Inverno | M    | 6    | 0     | 2      | 8     |
| 40 | Reiner Klimke        | EUA Equipe Alemã Unida FRG Alemanha Ocidental | Equitação               | 1964–1988 | Verão   | M    | 6    | 0     | 2      | 8     |
| 42 | Natalie Geisenberger | DEU Alemanha                                  | Luge                    | 2010–2022 | Inverno | F    | 6    | 0     | 1      | 7     |
| 42 | Pál Kovács           | HUN Hungria                                   | Esgrima                 | 1936–1960 | Verão   | M    | 6    | 0     | 1      | 7     |
| 44 | Tobias Arlt          | DEU Alemanha                                  | Luge                    | 2014–2022 | Inverno | M    | 6    | 0     | 0      | 6     |
| 44 | Rudolf Kárpáti       | HUN Hungria                                   | Esgrima                 | 1948–1960 | Verão   | M    | 6    | 0     | 0      | 6     |
| 44 | Nedo Nadi            | ITA Itália                                    | Esgrima                 | 1912–1920 | Verão   | M    | 6    | 0     | 0      | 6     |
| 44 | Kristin Otto         | GDR Alemanha Oriental                         | Natação                 | 1988      | Verão   | F    | 6    | 0     | 0      | 6     |
| 44 | Lidia Skoblikova     | URS União Soviética                           | Patinação de velocidade | 1960–1964 | Inverno | F    | 6    | 0     | 0      | 6     |
| 44 | Amy Van Dyken        | USA Estados Unidos                            | Natação                 | 1996–2000 | Verão   | F    | 6    | 0     | 0      | 6     |
| 44 | Tobias Wendl         | DEU Alemanha                                  | Luge                    | 2014–2022 | Inverno | M    | 6    | 0     | 0      | 6     |
| 44 | Ma Long              | CHN China                                     | Tênis de mesa           | 2012–2024 | Verão   | M    | 6    | 0     | 0      | 6     |
| 44 | Diana Taurasi        | USA Estados Unidos                            | Basquete                | 2004–2024 | Verão   | F    | 6    | 0     | 0      | 6     |